# GNU arch
GNU Arch to rozproszony system kontroli wersji. Jego głównym autorem jest Tom Lord, 
stąd nazywany też tla (skrót od Tom Lord's Arch). Lord rozpoczął projekt jako alternatywną dla CVS kolekcję skryptów. Od roku 2003 Arch należy do projektu GNU. Na bazie Archa powstały osobne systemy wersji ArX oraz Bazaar.
Każdy element repozytorium Archa jest śledzony globalnie, co pozwala na dużą skalowalność systemu i łatwe scalanie oraz włączanie łatek z dowolnych źródeł.
Wybrane możliwości Archa:
- atomowe zmiany: jeśli naniesienie zmiany w repozytorium jest nieudane, cała zmiana jest wycofywana, aby zapobiec błędom
- zestawy zmian: Arch śledzi całe zestawy zmian, które mogą zawierać więcej niż jeden plik
- zaawansowane i proste zarządzanie gałęziami
- zaawansowane scalanie gałęzi
- cyfrowe podpisy
- możliwość zmiany nazwy plików i katalogów
- śledzenie dowiązań symbolicznych

Arch jest krytykowany z powodu trudności w nauce obsługi, nawet wśród użytkowników innych systemów kontroli wersji. Chodzi między innymi o dużą liczbę poleceń oraz niestandardową konwencję nazewnictwa, która utrudnia pracę skryptów i powłok systemowych oraz portowanie na inne niż uniksowe systemy operacyjne. Poza tym zarzuca mu się słabą skalowalność do dużych repozytoriów.
Zwolennicy programu uważają te wady za efekty dojrzewania systemu, które z czasem zostaną naprawione.
Od roku 2009 GNU Arch jest oficjalnie nie polecany i nie rozwijany - będą poprawiane jedynie błędy bezpieczeństwa. Fundacja GNU zaleca używanie Bazaar jako systemu zastępującego GNU Arch.